# Phare de Fuglenes
Le phare de Fuglenes (en norvégien : Fuglenes fyr) est un  feu côtier situé dans la commune de Hammerfest, dans le comté de Finnmark (Norvège).
Il est géré par l'administration côtière norvégienne (en norvégien : Kystverket).

## Histoire
Le premier phare  était une maison-phare mise en service en 1859 et désactivé en 1911.
il a été remplacé par une lanterne montée sur une petite plateforme en bord de mer.

## Description
Le phare est une plateforme carrée avec une lanterne circulaire de 5 mètres de haut. Le support est peint en noir avec une lanterne blanche au dôme rouge. Son feu à occultations émet, à une hauteur focale de 7 mètres, deux éclats (blanc, rouge et vert) selon différents secteurs toutes les 8 secondes. Sa portée nominale est de 3 milles nautiques (environ 5,5 km) pour le feu blanc.
Identifiant : ARLHS : NOR-089 ; NF-9248 - Amirauté : L3884 - NGA : 13940 .
|                |
| L'ancien phare |

### Lien connexe
- Liste des phares de Norvège